# Kočno ob Ložnici
Kočno ob Ložnici este o localitate din comuna Slovenska Bistrica, Slovenia, cu o populație de 150 de locuitori.